# PopTray
PopTray — свободное программное обеспечение с открытым исходным кодом для проверки почтового сервера на наличие новых писем по протоколу POP3 без участия почтового клиента. Для поддержки других протоколов, например, IMAP, нужно подключить соответствующий плагин.

## Возможности
- Поддержка неограниченного количества аккаунтов.
- Управление спамом.
- Отображение количества сообщений в области уведомлений.
- Быстрый предпросмотр сообщений.
- Удаление сообщений с сервера, не скачивая их.
- Плагины для поддержки других протоколов (например, IMAP4, Hotmail, Gmail и т.д.).
- Звуковые уведомления.
- Открытый исходный код.